# SM UC-12
SM UC-12 – niemiecki podwodny stawiacz min z okresu I wojny światowej, dwunasty w kolejności okręt podwodny typu UC I. Zwodowany 29 kwietnia 1915 roku w stoczni AG Weser w Bremie, został przyjęty do służby w Kaiserliche Marine 2 maja 1915 roku. Przewieziony w częściach nad Adriatyk, został nominalnie wcielony w skład Kaiserliche und Königliche Kriegsmarine pod nazwą U-24. W trakcie służby operacyjnej okręt odbył 7 patroli bojowych, podczas których postawił zagrody minowe, na których zatonęło 6 statków o łącznej pojemności 3289 BRT. Został zatopiony 16 marca 1916 roku, zniszczony przez wybuch własnej miny w okolicy Tarentu. Wydobyty i wyremontowany przez Włochów, służył w Regia Marina jako X 1 do 1919 roku, a następnie został złomowany.

## Projekt i budowa
Sukcesy pierwszych niemieckich U-Bootów na początku I wojny światowej (m.in. zatopienie brytyjskich krążowników pancernych HMS „Aboukir”, „Hogue” i „Cressy” przez U-9) skłoniły dowództwo Cesarskiej Marynarki Wojennej z admirałem Tirpitzem na czele do działań mających na celu budowę nowych typów okrętów podwodnych. Doceniając też wagę wojny minowej, 9 października 1914 roku ministerstwo marynarki zatwierdziło projekt małego podwodnego stawiacza min opracowanego przez Inspektorat Torped pod kierunkiem dr Wernera, oznaczonego później jako typ UC I.
Przyszły UC-12 zamówiony został 23 listopada 1914 roku jako dwunasty z serii 15 okrętów typu UC I (numer projektu 35a, nadany przez Inspektorat U-Bootów), w ramach wojennego programu rozbudowy floty. Został zbudowany w stoczni AG Weser w Bremie. Stocznia oszacowała czas budowy okrętu na 5-6 miesięcy. UC-12 otrzymał numer stoczniowy 226 (Werk 226). Stępkę okrętu położono 27 stycznia 1915 roku, a zwodowany został 29 kwietnia 1915 roku.

## Dane taktyczno-techniczne
UC-12 był niewielkim, przybrzeżnym okrętem podwodnym o konstrukcji jednokadłubowej, którego koncepcja oparta była na projekcie jednostek typu UB I. Długość całkowita wynosiła 33,99 metra, szerokość 3,15 metra i zanurzenie 3,04 metra. Wysokość (od stępki do szczytu kiosku) wynosiła 6,3 metra. Wyporność w położeniu nawodnym wynosiła 168 ton, a w zanurzeniu 183 tony. Jednostka posiadała zaokrąglony dziób oraz cylindryczny kiosk o średnicy 1,3 m, obudowany opływową osłoną, a do jej wnętrza prowadziły dwa luki: jeden w kiosku i drugi w części rufowej, prowadzący do pomieszczeń załogi. Okręt napędzany był na powierzchni przez 6-cylindrowy, czterosuwowy silnik Diesla Daimler RS166 o mocy 90 koni mechanicznych (KM), a pod wodą poruszał się dzięki silnikowi elektrycznemu SSW o mocy 175 KM. Poruszający jedną trójłopatową, wykonaną z brązu śrubą (o średnicy 1,8 m i skoku 0,43 m) układ napędowy zapewniał prędkość 6,2 węzła na powierzchni i 5,22 węzła w zanurzeniu (przy użyciu na powierzchni silnika elektrycznego okręt był w stanie osiągnąć 7,5 węzła). Zasięg wynosił 910 Mm przy prędkości 5 węzłów w położeniu nawodnym oraz 50 Mm przy prędkości 4 węzłów pod wodą. Okręt zabierał 3,5 tony oleju napędowego, a energia elektryczna magazynowana była w akumulatorach składających się ze 112 ogniw, o pojemności 4000 Ah, które zapewniały 3 godziny podwodnego pływania przy pełnym obciążeniu.
Okręt posiadał dwa wewnętrzne zbiorniki balastowe. Dopuszczalna głębokość zanurzenia wynosiła 50 metrów, a czas zanurzenia 23-36 s. Okręt nie posiadał uzbrojenia torpedowego ani artyleryjskiego, przenosił natomiast w części dziobowej 12 min kotwicznych typu UC/120 w sześciu skośnych szybach minowych o średnicy 100 cm, usytuowanych jeden za drugim w osi symetrii okrętu, pod kątem do tyłu (sposób stawiania – „pod siebie”). Układ ten powodował, że miny trzeba było stawiać na zaplanowanej przed rejsem głębokości, gdyż na morzu nie było do nich dostępu (także zapalniki min trzeba było montować jeszcze przed wypłynięciem, co nie było rozwiązaniem bezpiecznym i stało się przyczyną zagłady kilku jednostek tego typu). Uzbrojenie uzupełniał jeden karabin maszynowy z zapasem amunicji wynoszącym 150 naboi. Okręt posiadał jeden peryskop Zeissa. Wyposażenie uzupełniała kotwica grzybkowa o masie 136 kg. Załoga okrętu składała się z 1 oficera (dowódcy) oraz 13 podoficerów i marynarzy.

## Przebieg służby

### Kaiserliche Marine i Kaiserliche und Königliche Kriegsmarine

#### 1915 rok
SM UC-12 został wcielony do służby w Cesarskiej Marynarce Wojennej 2 maja 1915 roku. Tego dnia dowódcą U-Boota mianowany został por. mar. Cäsar Bauer. 12 czerwca okręt został w sekcjach przewieziony koleją do austro-węgierskiej bazy Pola na Adriatyku, gdzie został powtórnie zmontowany. 27 czerwca wyznaczono nowego kapitana okrętu, którym został por. mar. Karl Palis, a UC-12 włączono w skład niemieckiej Flotylli Pola, operującej z Cattaro. Okręt nominalnie wcielono do K.u.K. Kriegsmarine pod nazwą U-24, jednak załoga pozostała niemiecka. W ostatnich miesiącach 1915 roku UC-12/U-24 był wykorzystywany jako okręt transportujący zaopatrzenie dla wojsk tureckich walczących pod Bardią z oddziałami egipskimi. 24 grudnia okręt trafił na remont do stoczni w Poli, który trwał do 12 lutego 1916 roku.

#### 1916 rok
2 stycznia 1916 roku nastąpiła kolejna zmiana dowódcy okrętu: nowym został por. mar. Eberhard Fröhner. 16 lutego załoga UC-12/U-24 odniosła pierwszy wojenny sukces: nieopodal Durazzo zatonął na minie zbudowany w 1892 roku francuski parowiec „Memphis” (2382 BRT), płynący z Korfu do Durazzo (bez strat w załodze). 21 lutego w tym samym miejscu zatonął pochodzący z 1912 roku włoski statek szpitalny „Marechiaro” (412 BRT), na którym zginęły 33 osoby. Dwa dni później jego los podzielił włoski uzbrojony trawler „Monsone” (249 t), który zatonął w okolicy Durazzo (śmierć poniosło 8 członków załogi). 26 lutego na tych samych wodach zatonął ze stratą 10 ludzi brytyjski kuter HMD „Lily Reaich” (88 ts). 3 marca w okolicy Brindisi zatonął kolejny brytyjski kuter – HMD „Boy Harold” (74 ts), zbudowany w 1911 roku (zginęło 7 marynarzy). Pięć dni później w tym samym miejscu mina zniszczyła brytyjski kuter HMD „Enterprise II” (84 ts), na którym zginęło 8 członków załogi.
12 marca okręt wyszedł z bazy z zadaniem postawienia zagrody minowej w Zatoce Tarenckiej. 16 marca 1916 roku okręt zatonął wraz z całą załogą, zniszczony przez wybuch własnej miny w rejonie włoskiej bazy w Tarencie (na pozycji 40°27′N 17°11′E/40,450000 17,183333).

### Regia Marina
Przełamany na dwie części wrak okrętu, leżący na głębokości 31 metrów 1700 metrów od brzegu, kilka dni po zatopieniu został zbadany przez włoskich nurków, a następnie podniesiony (operacja zakończyła się na początku kwietnia 1916 roku). Okręt trafił do suchego doku w Królewskim Arsenale w Tarencie, gdzie zbadano jego konstrukcję i wyremontowano. Wydobyty wrak okrętu stanowił dowód na podejmowanie przez Cesarstwo Niemieckie wrogich działań przeciw Włochom pod osłoną bandery sprzymierzeńca, co było jedną z przyczyn wypowiedzenia wojny Niemcom przez Włochy 27 sierpnia 1916 roku. 13 kwietnia 1917 roku okręt przyjęto w skład Regia Marina pod nazwą X 1. Jednostka weszła w skład 1. Dywizjonu Okrętów Podwodnych, bazując w Wenecji. 20 maja 1918 roku okręt (dowódca – kpt. mar. Aldo Castellani) przeprowadził misję bojową, stawiając zagrodę minową nieopodal wyspy Lussino. W okresie od lipca do października X 1 uczestniczył w kolejnych operacjach minowych, stawiając zagrody u wybrzeży Dalmacji. Po podpisaniu 3 listopada 1918 roku rozejmu między Włochami a Austro-Węgrami w Villa Giusti, jednostka pod dowództwem kpt. mar. Mario Viottiego uczestniczyła w zajęciu miasta Buje.
Okręt został wycofany ze służby 1 maja 1919 roku, a następnie złomowany.